# Torre de Arcas
Torre de Arcas is een gemeente in de Spaanse provincie Teruel in de regio Aragón met een oppervlakte van 34,28 km². Torre de Arcas telt 81 inwoners (1 januari 2016).

## Demografische ontwikkeling
Bron: INE, 1857-2011: volkstellingen